# Orlando Johnson
Orlando Vincent Johnson (Monterey, 11 marzo 1989) è un ex cestista statunitense.

## Carriera
È stato scelto dai Sacramento Kings nel Draft NBA 2012; pochi giorni dopo il draft è stato ceduto in cambio di soldi agli Indiana Pacers, con cui ha giocato nella stagione successiva. Il 21 febbraio 2014 è stato tagliato dai Pacers per fare spazio nel roster a Lavoy Allen ed Evan Turner, arrivati ad Indiana in cambio di Granger in una trade con i Philadelphia 76ers. Il 28 febbraio 2014 ha firmato un contratto di 10 giorni con i Sacramento Kings, con cui ha esordito il successivo 1º marzo segnando 4 punti in 14 minuti dalla panchina in una sconfitta per 126-122 sul campo dei Los Angeles Lakers. L'8 marzo dello stesso anno ha firmato un ulteriore contratto di dieci giorni con la squadra californiana; alla scadenza del secondo contratto da dieci giorni non è stato rifirmato per il resto della stagione, lasciando i Kings dopo 7 partite a 1,3 punti in 7,1 minuti di media a partita e diventando free agent. Nella stagione 2014-15 gioca 4 partite a 6 punti di media in 19 minuti al Baskonia nel campionato spagnolo; dopo essere stato tagliato firma con gli Austin Spurs, squadra della NBDL.